# William H. Milton
William H. Milton (Marianna, 1864. március 2. – Marianna, 1942. január 4.) az Amerikai Egyesült Államok szenátora (Florida, 1908–1909).